# Altes Landratsamt Gardelegen

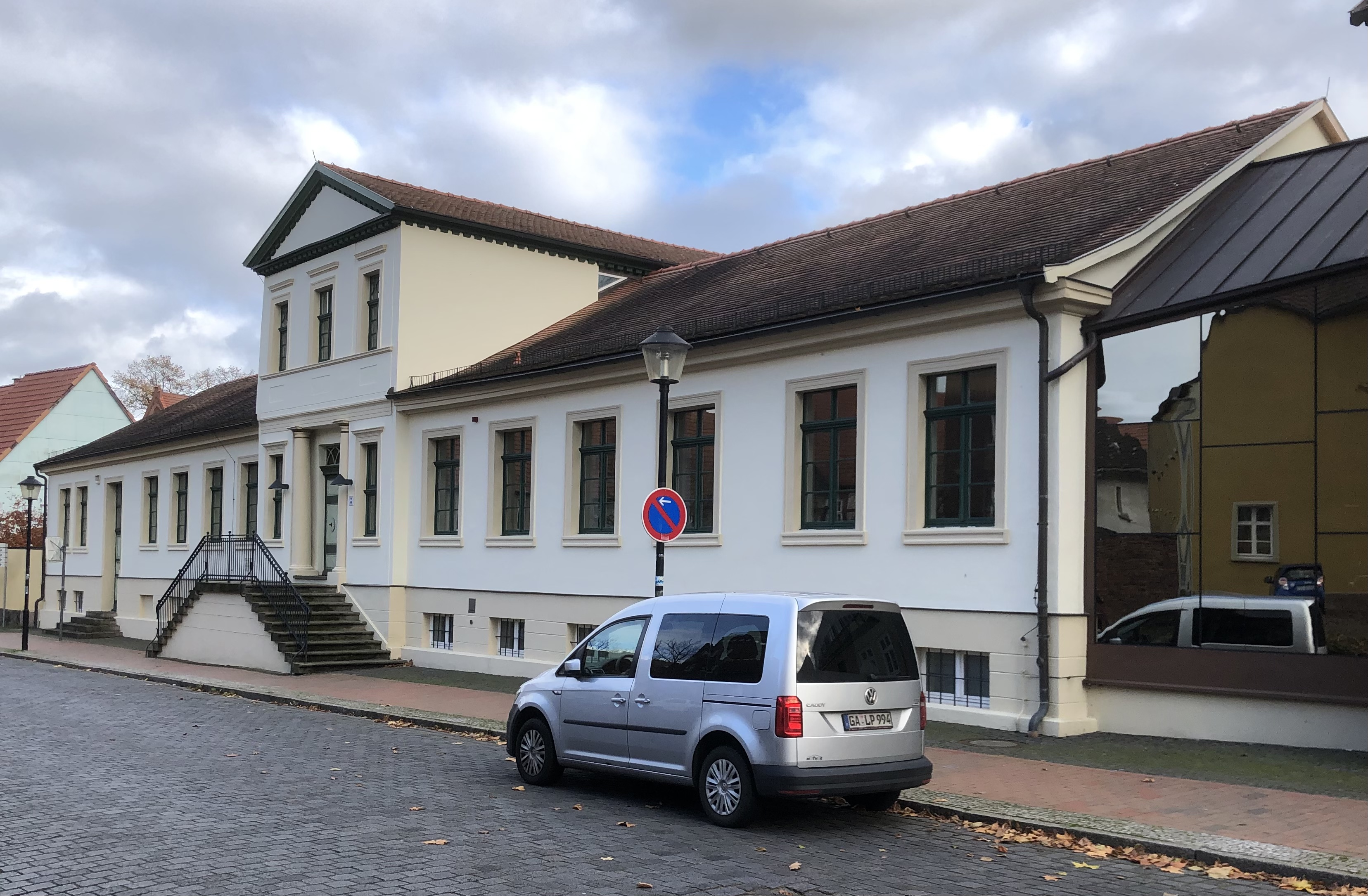
Altes Landratsamt Gardelegen im Jahr 2021

Das Alte Landratsamt Gardelegen ist ein denkmalgeschütztes Verwaltungsgebäude in Gardelegen in Sachsen-Anhalt. 

## Lage
Das Gebäude befindet sich in der Innenstadt von Gardelegen an der Adresse Philipp-Müller-Straße 22.

## Architektur und Geschichte
Vorgängerbau des heutigen Gebäudes war ein Ritterhof aus dem 15./16. Jahrhundert. Im Jahr 1818 entstand dann der heutige langgestreckte verputzte Bau im Stil des Klassizismus. Das langgestreckte eingeschossige Gebäude weist 16 Achsen auf. Etwa mittig besteht ein dreiachsiger, zweigeschossiger Mittelrisalit. Der Risalit wird von einem Dreiecksgiebel bekrönt. Das Gebäude diente als Landratsamt des Kreises Gardelegen. In den 1990er Jahren fand eine Sanierung und Umbauarbeiten statt. Die Rückseite wurde dabei deutlich verändert.
Im örtlichen Denkmalverzeichnis ist das Verwaltungsgebäude unter der Erfassungsnummer 094 85799 als Baudenkmal eingetragen.